# Southern Baptist Convention
La Southern Baptist Convention (SBC) è una denominazione cristiana con sede negli Stati Uniti d'America. È la più grande denominazione battista del mondo e il più grande gruppo protestante negli Stati Uniti. I suoi membri ammontavano a oltre 13 milioni nel 2021. Questo la rende anche la seconda più grande comunità cristiana degli Stati Uniti dopo la Chiesa cattolica.